# 대택역
대택역(大澤驛)은 조선민주주의인민공화국 량강도 백암군 대택로동자구에 위치한 백무선의 철도역이다.

## 연혁
- 1934년 9월 1일 : 백암-산양대 간 개통으로 영업 개시[1]
- 1935년 9월 1일 : 간이역에서 보통역으로 승격[2]